# Volvo S80
El Volvo S80 es un automóvil de turismo del segmento E producido por el fabricante sueco Volvo desde el año 1998 hasta 2016. Es un sedán de cuatro puertas con cinco plazas, motor delantero transversal y tracción delantera o a las cuatro ruedas. Sus principales rivales son las versiones sedanes de los Audi A6, BMW Serie 5, Jaguar XF, Lexus GS, Infiniti Q60 y Mercedes-Benz Clase E. El modelo fue sustituido en 2016 por el Volvo S90.

## Primera generación (1998-2006)
La primera generación fue puesta a la venta a fines de 1998. Tiene caja de cambios manual o automática de cuatro o seis marchas. Todos los motores son de cinco cilindros en línea. Menos el modelo de más potencia, el "T6", que era de seis cilindros. Los gasolina son un 2.4 L atmosférico de 5 cilindros de 140 o 170 CV, un 2.0 L con turbocompresor de 180 o 226 CV, un 2.5 L de 210 o 300 CV, y un 2.9 L atmosférico de 196 CV, y un 2.8 (T6) L con doble turbocompresor y 272 CV. En un principio equipó motor diésel 2.5 TDI con 140CV de origen Audi con la denominación 2.5 D, más adelante (2001/2002) introduciría motores propios diésel 2.4 L de 131 o 163 CV, ambos con turbocompresor, inyección directa common-rail e intercooler.En 2005 se le añadió como extra el GPS

## Segunda generación (2006-2016)
La segunda generación del S80 fue presentada oficialmente en el Salón del Automóvil de Ginebra de 2006. Es equivalente a la tercera generación del Volvo V70, tanto en diseño como en componentes estructurales y mecánicos; los Ford S-Max, Land Rover Freelander y Ford Mondeo usan la misma plataforma.
Todos los motores del V70 son de cuatro válvulas por cilindro. Los gasolina son un cinco cilindros en línea de 2.5 L con turbocompresor y 200 CV, un seis cilindros en línea de 3.2 L y 240 CV, un seis cilindros en línea de 3.0 L con turbocompresor y 286 CV, y un V8 de 4.4 L y 316 CV. El diésel es un cinco cilindros en línea de 2.4 L y 163 o 185 CV, ambos con turbocompresor de geometría variable, inyección directa common-rail e intercooler.
Este coche resalta sobre todo la seguridad y el confort, incorporando novedosos sistemas como SIPS, SIPSBAG, WHIPS, ABS, IDIS, EBD, DSTC, EBA, PPB, airbag conductor/pasajero fijaciones isofix,reposacabezas en todos los asientos, inmovilizador electrónico de motor, bloqueo de cerraduras e iluminación de cortesía.
Las tracciones que nos ofrece esta berlina de lujo son:
- Delantera en las versiones: (2.0 F,2.5 FT, 3.2, 2.0 D, 2.4 D y D5)
- Integral a las cuatro ruedas en las versiones: (T6 AWD, V8 AWD y D5 AWD)

Los distintos tipos de llantas que podemos comprar son:
naos 6x16, creon 5x16, atla 5x16, spartes 7x17, canicula 5x17, regor 15x17, cassini 9x17, meissa 7*3x17, odisseus 8x18, zubra 8x18, venator 6x18, fortuna 8x18, bailus 8x18.
Los precios de esta gran berlina van desde: 38.700 € la versión summum de motor 2.0 hasta 73.000 € la versión executive con el motor v8 de 305cv.
Las emisiones de CO2 de este coche están entre 220g/km y 384g/km.
La caja de cambios más utilizada en este modelo es la Geartronic (automática) de 6 velocidades.

## "Facelift" (2014-2016)
El "facelift" del Volvo S80 fue presentada en el Salón del Automóvil de Ginebra 2013.
Algunas de las nuevas características de diseño exterior refuerzan la presencia contemporánea del Volvo S80. Los nuevos parachoques delanteros y traseros crean un efecto de “estiramiento” que da una apariencia de vehículo más ancha y más baja. Los nuevos faros rectangulares con luces diurnas (Daytime Running Lights) en el frente, dan también al frontal del S80 un aspecto más contemporáneo, mientras que los pilotos redondeados de las luces clásicas de Volvo presionan visualmente al vehículo hacia el suelo. El S80 puede ser equipado con expresivas llantas de 19 pulg., sin detrimento alguno del confort.
El comprador de un S80 puede elegir entre tres tipos de carrocería - Comfort,  Lowered Sport Chassis y Four-C (Continuously Controlled Chassis Concept).